# كابوسا (أمير)

## سيرة شخصية
ورث اولزاسن السلطة بطريقة عادية لأنه أكبر أمير. عندما مات بعد بضعة أشهر من توليه السلطة ، أُعلن ابنه الأكبر ، كابوسا ، ملكًا دون ماسينيسا ، ابن غايا ، في محاولة لتأكيد حقوقه لأنه ، في ترتيب الخلافة ، يتبع ابن عمه كابوسا مباشرة.
عهده لم يدم طويلا. تم تشكيل حزب معاد من قبل ميتزول ، زعيم نوميدي متحالف مع العائلة الأميرية ولكن دون حقوق ملكية . تزوج مزيتول من أرملة اولزاسن، وهي قرطاجية ، مما أكسبه دعما جزئيا على الأقل من الطبقة الأرستقراطية البونية المعنية ربما منذ تلك اللحظة لإزاحة ماسينيسا من السلطة ، على الرغم من أن الأخير كان حتى ذلك الحين يخدم مصالح قرطاج بأمانة من خلال القتال تحت قيادة صدربعل. برقة في شبه الجزيرة الايبيرية .
هُزم كابوسا وقتل في انقلاب بواسطة ميتزول . أعلن الأخير لاكومازيس ، الابن الأصغر لأولزاسن ملكا ، ثم تم تعيينه وصيًا على المملكة.

### فهرس
- Camps, Gabriel (29 mars 2012). "Capussa". Encyclopédie berbère (بالفرنسية) (12). Archived from the original on 2022-01-14. Retrieved 2018-11-21. {{استشهاد بدورية محكمة}}: تحقق من التاريخ في: |تاريخ= (help)